# Hiroshi Hatano
Hiroshi Hatano (波夛野 寛 Hatano Hiroshi?, nacido el 22 de diciembre de 1984 en Kioto) es un exfutbolista japonés. Jugaba de defensa y su último club fue el Kamatamare Sanuki de Japón.

## Trayectoria

### Clubes
| Club                 | País  | Año         |
| -------------------- | ----- | ----------- |
| MIO Biwako Kusatsu   | Japón | 2007 - 2008 |
| Mitsubishi Mizushima | Japón | 2009        |
| Kamatamare Sanuki    | Japón | 2010 - 2014 |

## Estadística de carrera

### J. League
| Club              | Año   | J. League | J. League | Copa J. League | Copa J. League | Total | Total |
| Club              | Año   | Part.     | Goles     | Part.          | Goles          | Part. | Goles |
| ----------------- | ----- | --------- | --------- | -------------- | -------------- | ----- | ----- |
| Kamatamare Sanuki | 2014  | 2         | 0         | -              | -              | 2     | 0     |
| Total             | Total | 2         | 0         | 0              | 0              | 2     | 0     |